# Frente Unida de Libertação de Asom
A Frente Unida de Libertação de Asom (em inglês:  United Liberation Front of Asom, ULFA) é uma organização separatista armada que opera no estado indiano de Assam. Pretende estabelecer um estado independente em Assam através da luta armada. O governo da Índia proibiu a organização em 1990, citando-a como uma organização terrorista,  enquanto o Departamento de Estado dos Estados Unidos a listou em "outros grupos de preocupação".
De acordo com fontes da própria organização, foi fundada em 7 de abril de 1979 em Rang Ghar e iniciou suas operações em 1990. Sunil Nath, ex-Secretário Central de Publicidade e porta-voz da ULFA afirmou que a organização estabeleceu laços com o Conselho Nacional Socialista de Nagaland em 1983 e com o Exército Independente de Kachin baseado na Birmânia em 1987. As operações militares contra a ULFA pelo Exército Indiano começaram em 1990 e continuam até o presente. Em 5 de dezembro de 2009, o presidente e o vice-comandante-chefe da ULFA foram levados sob custódia indiana. Em 2011, houve uma grande repressão contra a ULFA em Bangladesh, o que ajudou muito o governo da Índia a trazer seus líderes para negociações. Em janeiro de 2010, a ULFA suavizou sua postura e abandonou as demandas de independência como condição para as negociações com o Governo da Índia. 
Em 3 de setembro de 2011, um acordo tripartido para "Suspensão de Operações" foi assinado entre o governo indiano, o governo de Assam e a ULFA.